# Finn Gehrsitz
Finn Gehrsitz, né le 25 septembre 2004 à Stuttgart en Allemagne, est un pilote de course automobile allemand. Il participe à des épreuves d'endurance au volant de voitures de grand tourisme ou de sport-prototype dans des championnats tels que l'European Le Mans Series, l'Asian Le Mans Series et la Michelin Le Mans Cup.

## Carrière

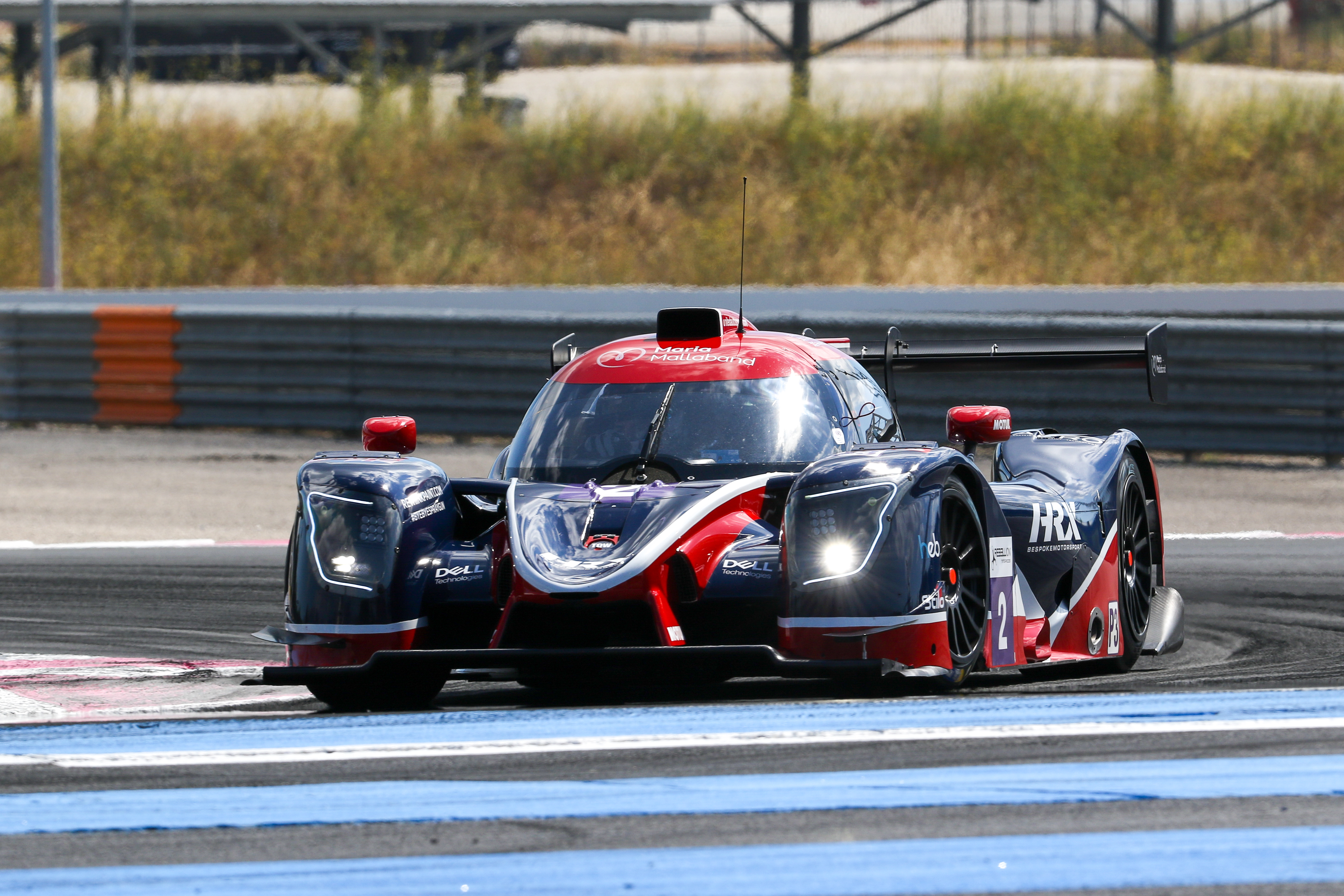
Une Ligier JS P320 de l'écurie américano-britannique United Autosports

EN 2021, après plusieurs saisons de Karting, Finn Gehrsitz s'engage auprès de l'écurie allemande Phoenix Racing afin de participer à l’intégralité du championnat Michelin Le Mans Cup au volant d'une Ligier JS P320 dans la catégorie LMP3. Il a comme coéquipier le pilote allemand Hamza Owega. Bien qu'étant le plus jeune pilote ayant participé au championnat Michelin Le Mans Cup, Finn Gehrsitz est particulièrement performant en réalisant deux pole position durant les manches de Monza et de Spa. Malgré ses performances en qualification, avec son coéquipier, il ne peut faire mieux que deux 4e positions lors des manches du Paul-Ricard et de Spa. En fin de saison, il a l'occasion de participer à la manche des 4 Heures de Portimão dans le championnat European Le Mans Series pour l'écurie italienne Eurointernational au volant d'une Ligier JS P320 dans la catégorie LMP3. En fin de saison, c'est au volant d'une voiture de Grand tourisme que Finn Gehrsitz participe au championnat Asian Le Mans Series.
En 2022, Finn Gehrsitz s'engage auprès de l'écurie américano-britannique United Autosports afin de participer à l’intégralité du championnat European Le Mans Series au volant d'une Ligier JS P320 dans la catégorie LMP3. Il a comme coéquipiers les pilotes britanniques Josh Caygill et Bailey Voisin.

## Palmarès

### Résultats enEuropean Le Mans Series
| Année | Écurie            | Châssis        | Moteur                    | Classe | 1   | 2   | 3   | 4   | 5   | 6     | Position | Points |
| ----- | ----------------- | -------------- | ------------------------- | ------ | --- | --- | --- | --- | --- | ----- | -------- | ------ |
| 2021  | Eurointernational | Ligier JS P320 | Nissan VK56 5,6 l V8 Atmo | LMP3   | BAR | RBR | LEC | MON | SPA | POR 9 | 35e      | 4      |
| 2022  | United Autosports | Ligier JS P320 | Nissan VK56 5,6 l V8 Atmo | LMP3   | LEC | IMO | MON | BAR | SPA | POR   | *        | *      |

* Saison en cours.

### Résultats enAsian Le Mans Series
| Année | Écurie              | Châssis           | Moteur                    | Classe | 1     | 2     | 3     | 4     | Points | Classement |
| ----- | ------------------- | ----------------- | ------------------------- | ------ | ----- | ----- | ----- | ----- | ------ | ---------- |
| 2022  | Herberth Motorsport | Porsche 911 GT3 R | Porsche 4,0 l Flat-6 Atmo | GT3 Am | DUB 3 | DUB 3 | ABU 3 | ABU 3 | 3e     | 60         |

### Résultats enMichelin Le Mans Cup
| Année | Écurie         | Châssis        | Moteur                    | Classe | 1     | 2     | 3        | 4      | 5     | 6     | 7   | Position | Points |
| ----- | -------------- | -------------- | ------------------------- | ------ | ----- | ----- | -------- | ------ | ----- | ----- | --- | -------- | ------ |
| 2021  | Phoenix Racing | Ligier JS P320 | Nissan VK56 5,6 l V8 Atmo | LMP3   | BAR 7 | LEC 4 | MON Abd. | LMS 12 | LMS 5 | SPA 4 | POR | 9e       | 37,5   |